# 13025 Zürich
För andra betydelser, se Zurich (olika betydelser).
13025 Zürich eller 1989 BA är en asteroid i huvudbältet som upptäcktes den 28 januari 1989 av den Schweiziska astronomen Paul Wild vid Observatorium Zimmerwald. Den har fått sitt namn efter den Schweiziska staden Zürich.
Asteroiden har en diameter på ungefär 4 kilometer.